# Didymostigma obtusum
Didymostigma obtusum là một loài thực vật có hoa trong họ Tai voi (Gesneriaceae). Loài này được Charles Baron Clarke mô tả khoa học đầu tiên năm 1883 dưới danh pháp Chirita obtusa. Năm 1984, Wen Tsai Wang chuyển nó sang chi Didymostigma.

## Phân bố
Loài này sinh sống trong rừng hay ven suối có bóng râm, ở cao độ 200–800 m tại miền nam Phúc Kiến, Quảng Đông, Quảng Tây và Hải Nam.